# Astronomy Reports
Astronomy Reports is een wetenschappelijk tijdschrift op het gebied van de astronomie. Het bevat vertalingen van artikelen uit het Russische tijdschrift Astronomicheskii Zhurnal.